# 大奖赛车手协会
大奖赛车手协会(Grand Prix Drivers' Association,GPDA) 是一级方程式车手组成的工会。

## 历史
大奖赛车手协会成立于1961年5月，选举出的首任主席是斯特林·莫斯。
该组织最初的目标是在国际汽车联合会（FIA）的国际运动委员会（CSI）中获得代表权，当时FIA是赛车运动的管理机构，以提高车手和观众的安全标准。1963年莫斯退役后，乔·邦尼尔接替了他的位置。
1982年南非大奖赛期间，由于该运动不断变化的商业安排、国际赛车联合会（FISA）在FIA超级驾照中增加了限制性条款，以及一级方程式制造商协会（FOCA）和FIA之间的冲突，该组织被解散。1982年阿根廷大奖赛之前，在巴黎的一次车手会议上，它被职业赛车手协会（PRDA）取代。
由于在1994年圣马力诺大奖赛中，罗兰德·拉岑伯格和埃尔顿·塞纳相继在周六排位赛和周日正赛中发生惨烈事故身亡，尼基·劳达、克里斯蒂安·菲蒂帕尔迪、迈克尔·舒马赫和杰哈德·伯格在1994年摩纳哥大奖赛周末重建了GPDA。在塞纳的致命事故发生前不久，以及在排位赛中拉岑伯格的致命事故和练习赛中鲁本斯·巴里切罗的严重事故发生后，塞纳在周日上午与前队友和对手阿兰·普罗斯特讨论了GPDA的重建问题，并提出从摩纳哥大奖赛开始担任主席。
1996年，该协会在英国成立为担保有限公司（“大奖赛车手协会有限公司”）。该协会第一次有了正式的章程，并在摩纳哥设有常设办事处。

## 成员与董事会
大奖赛车手协会的成员资格不是强制性的。例如，在2013年一级方程式赛季中，22名现役车手中只有19名是大奖赛车手协会成员（基米·莱科宁、阿德里安·苏蒂尔和瓦尔特里·博塔斯没有加入）。加入GPDA需要花费2000英镑。2017年12月13日，所有现役车手都已参与。
董事会大奖赛车手协会成员选举产生。目前，共有四名董事：一级方程式车手卡洛斯·塞恩斯和乔治·拉塞尔，法律顾问阿纳斯塔西亚·福尔（第一位被任命为GPDA董事的非F1车手）和担任主席的前一级方程式车手亚历山大·伍尔兹。
| 主席             | 任职时间             |
| ---------------- | -------------------- |
| 斯特林·莫斯      | 1961–1963            |
| 乔·邦尼尔        | 1963–1971            |
| 杰基·斯图尔特    | 1972–1978            |
| 朱迪·謝科特      | 1979–1980            |
| 迪迪埃·皮罗尼    | 1980–1982            |
| GPDA 解散        | 1982–1994            |
| 迈克尔·舒马赫    | 1994–2005            |
| 大衛·庫塔        | 2005–2006            |
| 拉尔夫·舒马赫    | 2006–2008            |
| 佩德罗·德·拉罗萨 | 2008–2010, 2012–2014 |
| 尼克·海菲尔德    | 2010                 |
| 鲁本斯·巴里切罗  | 2010–2012            |
| 亚历山大·伍尔茨  | 2014–至今            |

### 执行董事
注: 从1996年开始
| Director          | Years                  | As chairman         |
| ----------------- | ---------------------- | ------------------- |
| 迈克尔·舒马赫     | 1996–2005              | 1996–2005           |
| 加赫特·貝加       | 1996                   |                     |
| 马丁·布伦德尔     | 1996                   |                     |
| 戴蒙·希爾         | 1996–1998              |                     |
| 大衛·庫塔         | 1996–2006              | 2005–2006           |
| 亚历山大·伍尔茨   | 1998–2001 2014–present | 2014–present        |
| 雅诺·特鲁利       | 2001–2006              |                     |
| 马克·韦伯         | 2003–2005 2006–2010    |                     |
| 拉尔夫·舒马赫     | 2006–2007              | 2006–2008           |
| 费尔南多·阿隆索   | 2006–2010              |                     |
| 佩德罗·德·拉罗萨  | 2008–2010 2012–2014    | 2008–2010 2012–2014 |
| 尼克·海菲尔德     | 2010                   | 2010                |
| 菲利佩·马萨       | 2010–2013              |                     |
| 塞巴斯蒂安·維泰爾 | 2010–2025              |                     |
| 鲁本斯·巴里切罗   | 2010–2011              | 2010–2011           |
| 简森·巴顿         | 2013–2017              |                     |
| 罗曼·格罗斯让     | 2017–2020              |                     |
| 乔治·拉塞尔       | 2021–present           |                     |
| Anastasia Fowle   | 2021–present           |                     |
| 卡洛斯·塞恩斯     | 2025–present           |                     |

## 争议
从2005赛季开始，GPDA越来越多地参与一级方程式的车队政治，引发了一些争议。
在2005年美国大獎賽轮胎门事件发生后, GPDA发表声明，支持FIA世界汽车运动理事会对使用米其林轮胎的车队的处理。值得注意的是，尽管大多数车手签署了该声明，但迈克尔·舒马赫没有。他声称，他没有被要求这样做，而且无论如何也不会这样做。声明称，国际汽联针对米其林车队遇到的问题提出的解决方案是行不通的。舒马赫表示，印第安纳波利斯赛道的问题是技术问题，而不是安全问题。
GPDA和FIA主席马克斯·莫斯利（Max Mosley）原定于2005年比利时大奖赛举行的会议因大卫·库特哈德（David Coulthard）的声明而被莫斯利取消。莫斯利称库特哈德向媒体发表的声明是对会议目的的“歪曲”，并指责库特哈德煽动异见。作为报复，GPDA发布了一封发给莫斯利的信，指控他危害GPDA提高安全性的努力：
“我们还关注地获悉，在[与库塔的电话交谈]过程中，你建议FIA可能会撤回对GPDA正在进行的安全倡议的支持……GPDA认为安全问题是最重要的，并对在这件事上没有得到FIA主席的全力支持感到失望。”。
2010年，迈克尔·舒马赫（Michael Schumacher）宣布在奔驰复出，他宣布不打算加入GPDA。在与GPDA董事（主要是菲利佩·马萨）讨论后，他后来成为了一名“沉默的成员”。

## 主要行动
由于GPDA的积极行动，出于安全考虑，1969年比利时大奖赛和1970年及1976年在纽博格林赛道举行的大奖赛遭到抵制。
2013年英国大奖赛上发生了一系列轮胎爆胎事件后，轮胎安全成为一个重大问题，GPDA通过一份声明宣布，其成员车手将退出随后的德国大奖赛，除非采取补救措施。
2015年5月，GPDA和Motosport.com联合FIA一级方程式世界锦标赛的粉丝们通过一项广泛的全球车迷调查来表达和分享他们对这项运动的看法。超过20万名受访者参与了这项调查。
2015年7月，在朱尔斯·比安奇去世后，GPDA宣布它感到有责任“在改善安全方面永不松懈”。
2016年3月，随着排位赛制度的改变，GPDA发布了一封由简森·巴顿、塞巴斯蒂安·维特尔和亚历克斯·伍尔兹代表所有车手撰写的公开信，称该运动的领导地位被打破，称一级方程式的决策“过时”且“结构不良”。GPDA认为，这一决定可能“危及F1的未来发展”。
2022年沙特阿拉伯大奖赛第二次自由练习赛后，GPDA在距离赛道十余公里处遭到多次导弹袭击后举行了一次四小时的会议。皮埃尔·加斯利后来对媒体说，“每个人都能发表自己的意见。”国际汽联和一级方程式赛车随后发表声明，保证比赛将继续进行，赛道是安全的。GPDA主席伍尔兹也发表了一份声明。